# سیدنظر خدای‌قولف
سیدنظر خدای‌قولف جماعت و شهرکی در جنوب غربی کشور تاجیکستان است که در ناحیهٔ قبادیان ولایت ختلان قرار دارد. جمعیت این جماعت ۲۸٬۹۰۳ است.